# Jean Henriet
Jean Henriet (ur. w 1932, zm. 2 czerwca 2000) – belgijski szermierz, brązowy medalista mistrzostw świata.
Podczas mistrzostw świata w Sztokholmie w 1951 roku Belgowie w składzie: Gustave Ballister, Jean Henriet, François Heywaert, Ferdinand Jassogne, Marcel Van Der Auwera i Édouard Yves zdobyli brązowy medal w zawodach drużynowych. Był to jego jedyny medal wywalczony w zawodach tego cyklu.
Nigdy nie wziął udziału w igrzyskach olimpijskich.